# Kure, Hiroshima
Kure (呉市 (Ngô thị) Kure-shi) là một đô thị loại đặc biệt thuộc tỉnh Hiroshima, vùng Chūgoku, Nhật Bản. Thành phố còn được chỉ định là một đô thị nghỉ dưỡng và chữa bệnh của Nhật Bản.
Thành phố ở phía Tây Nam của tỉnh trông ra biển Seto Naikai, rộng 353,74 km², và có 245.097 dân (ước ngày 1/7/2008).

## Thư viện ảnh

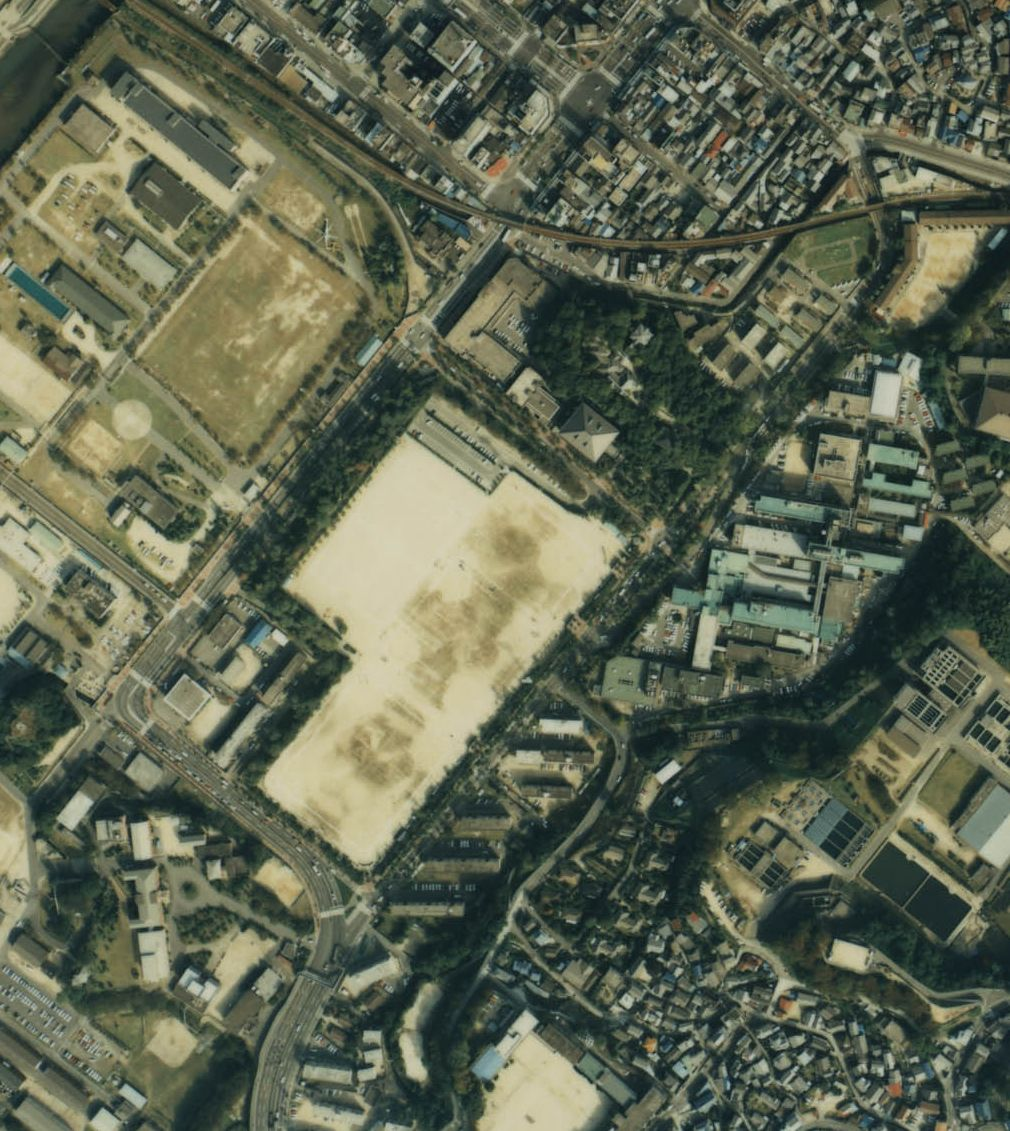
入船山公園
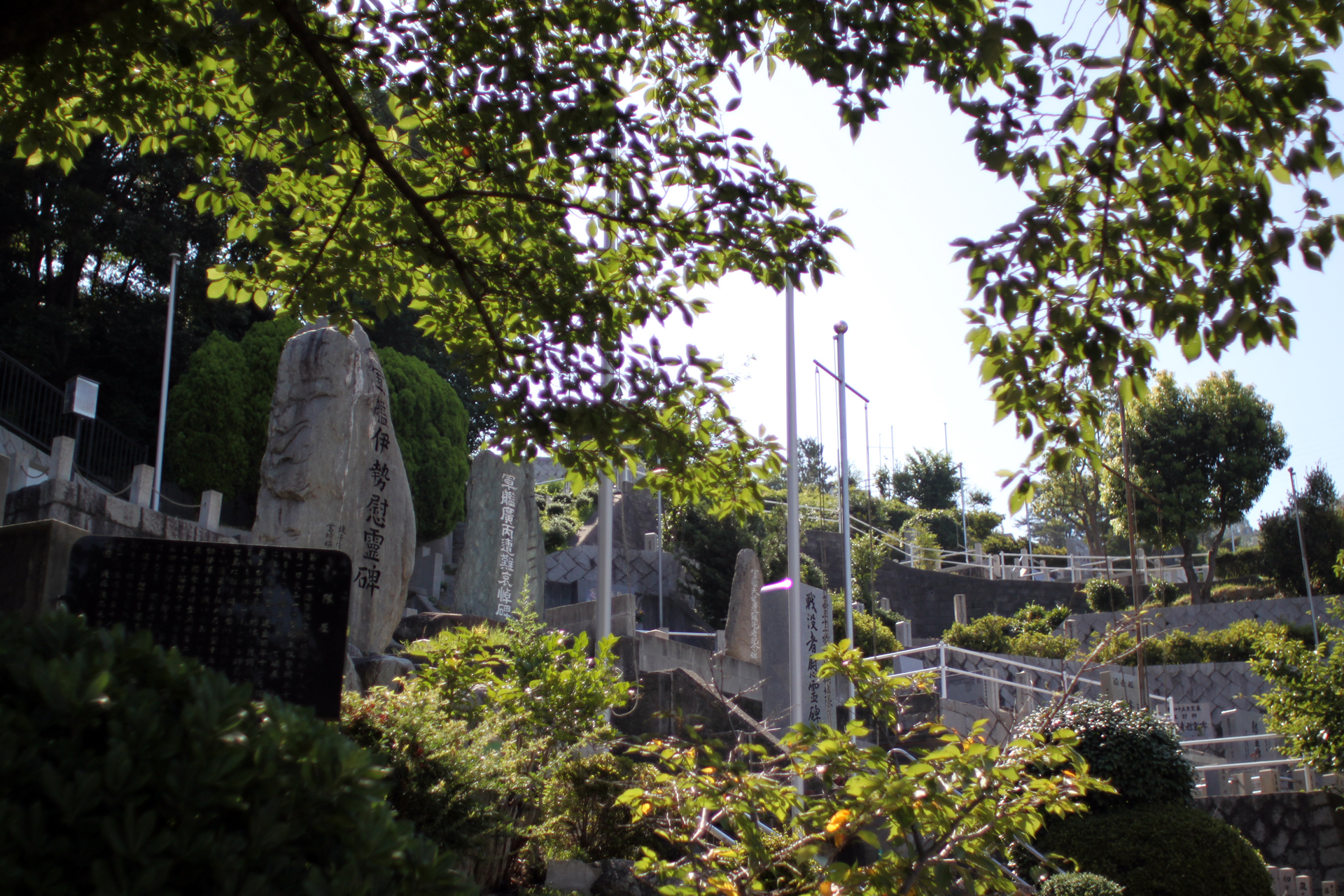
長迫公園
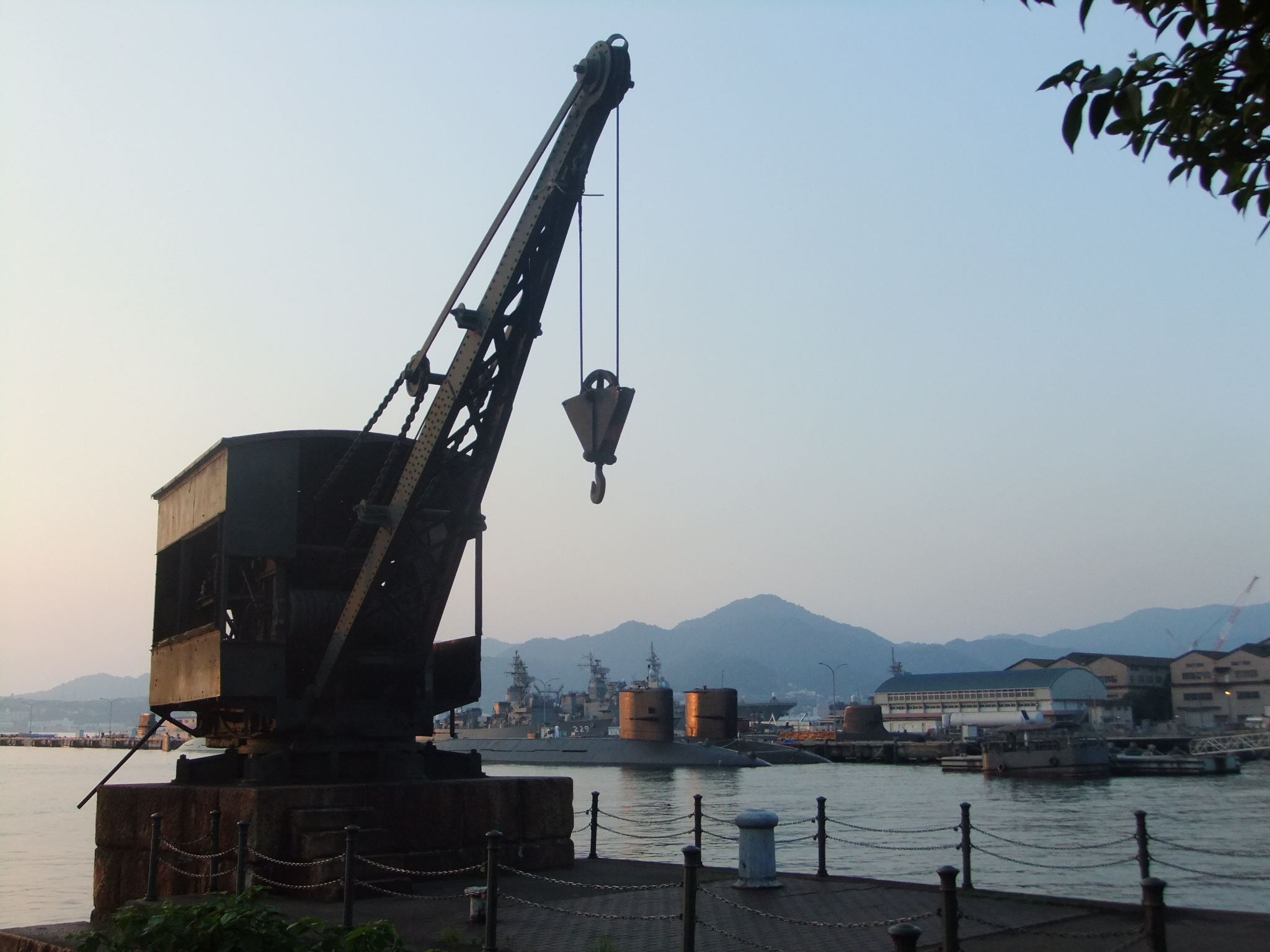
アレイからすこじま
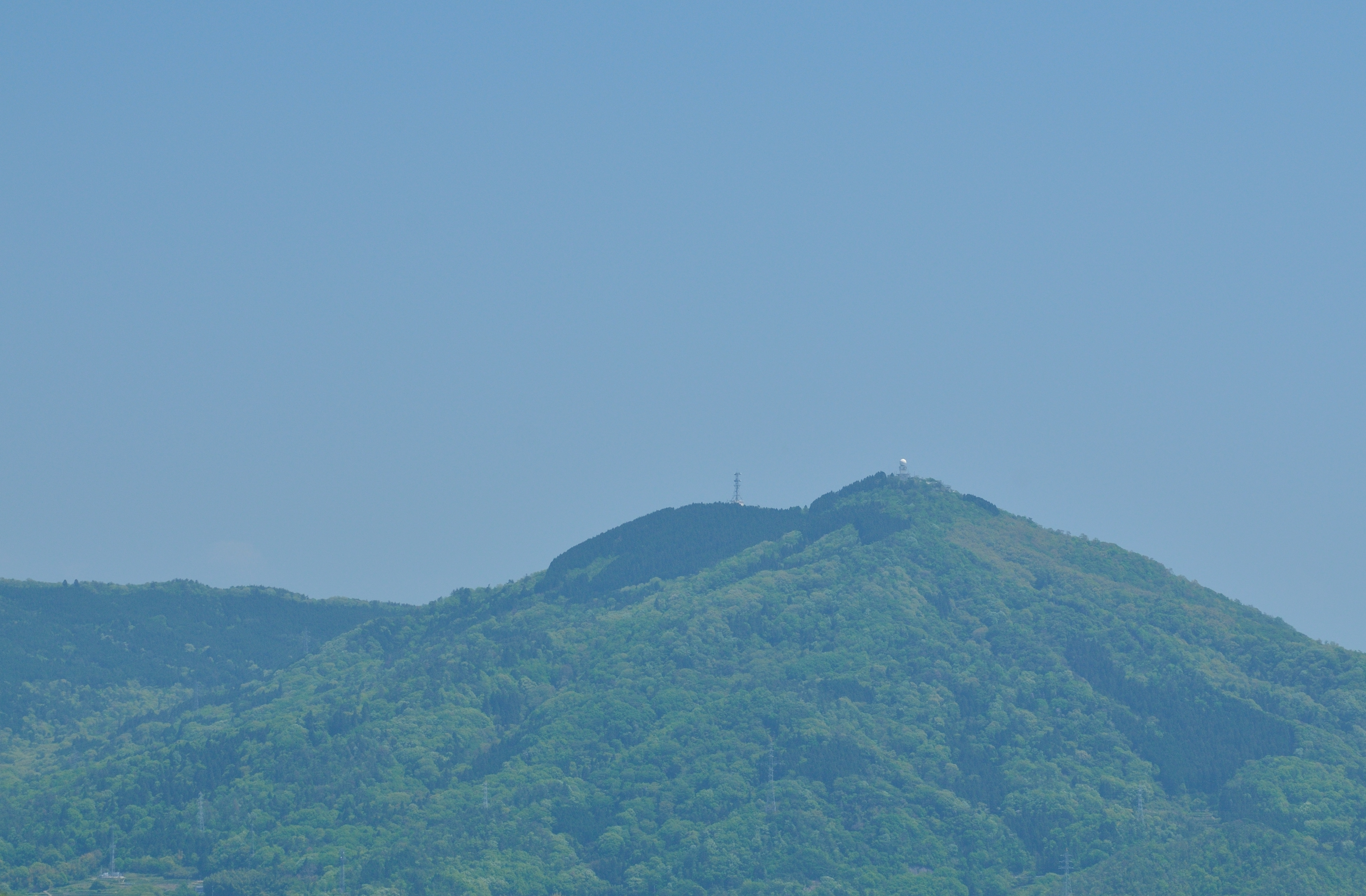
灰ヶ峰
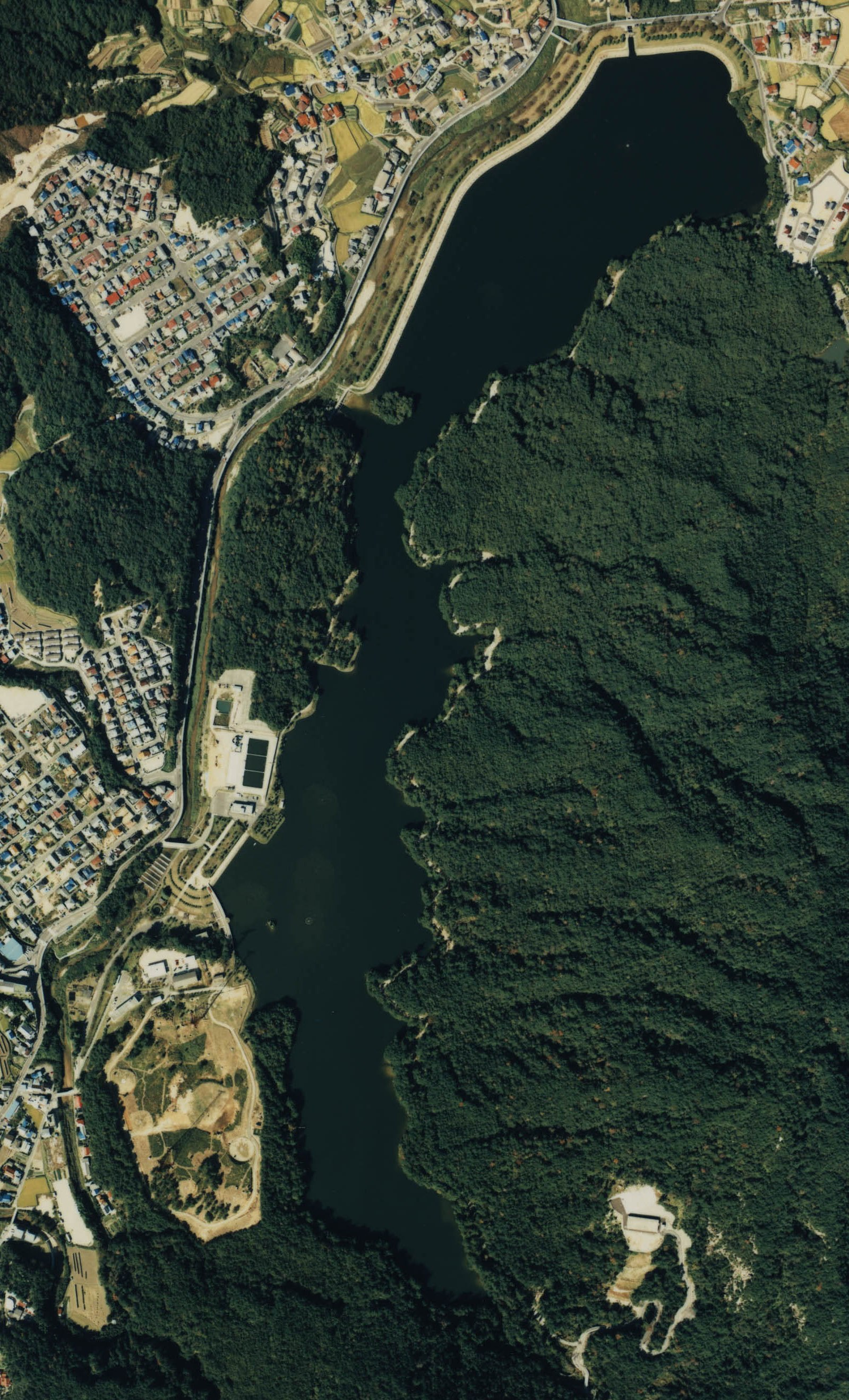
本庄ダム
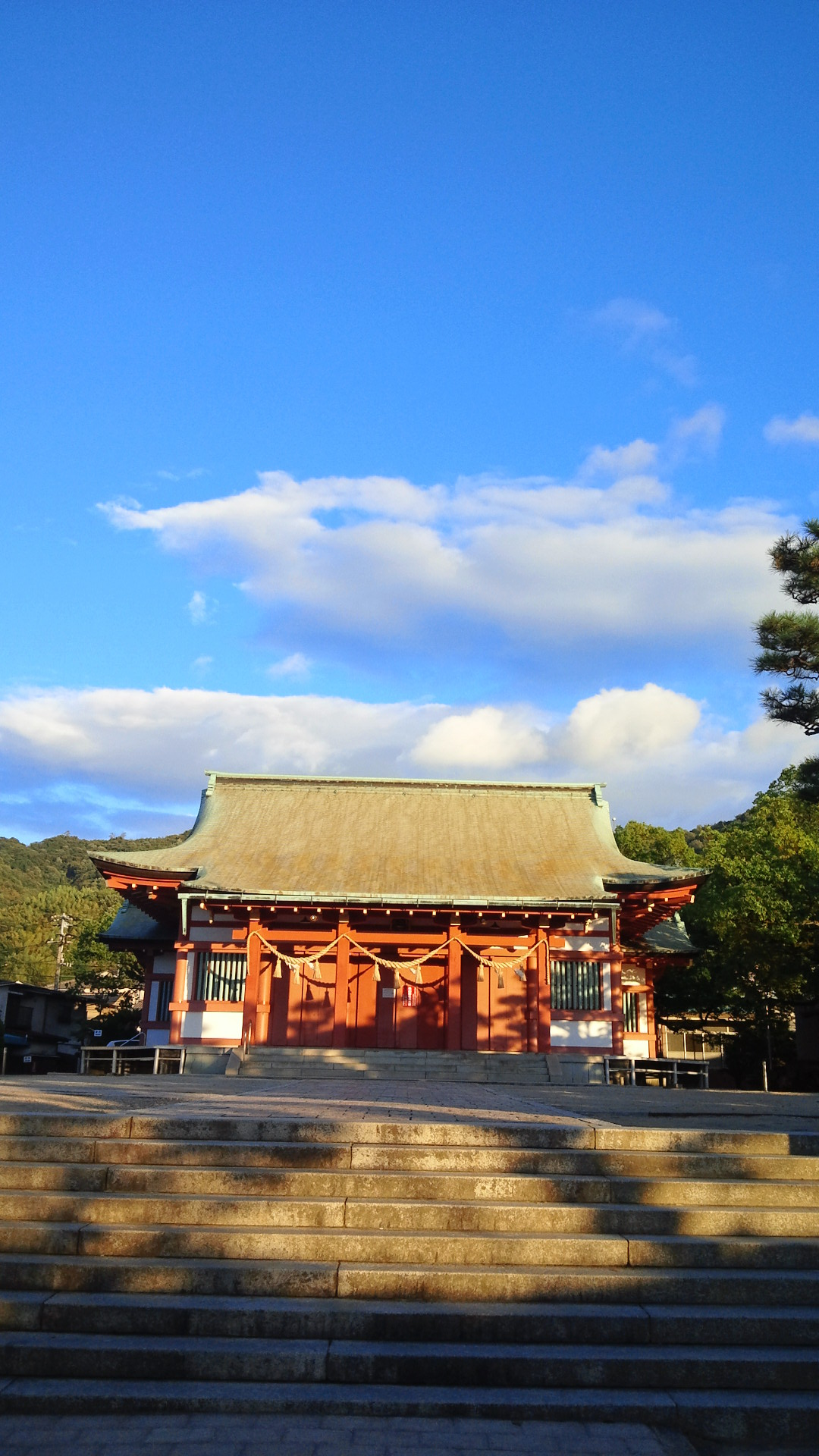
亀山神社
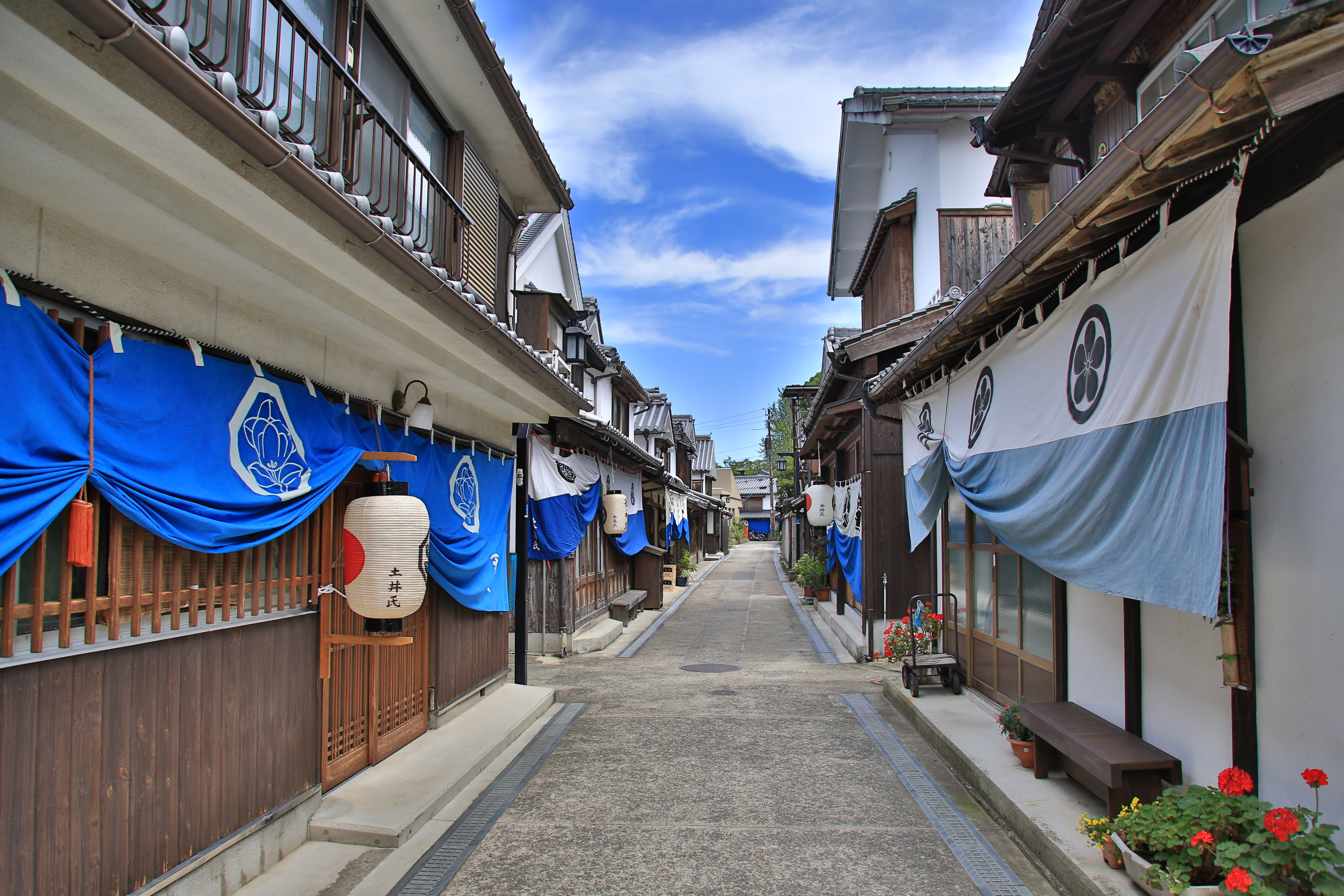
御手洗
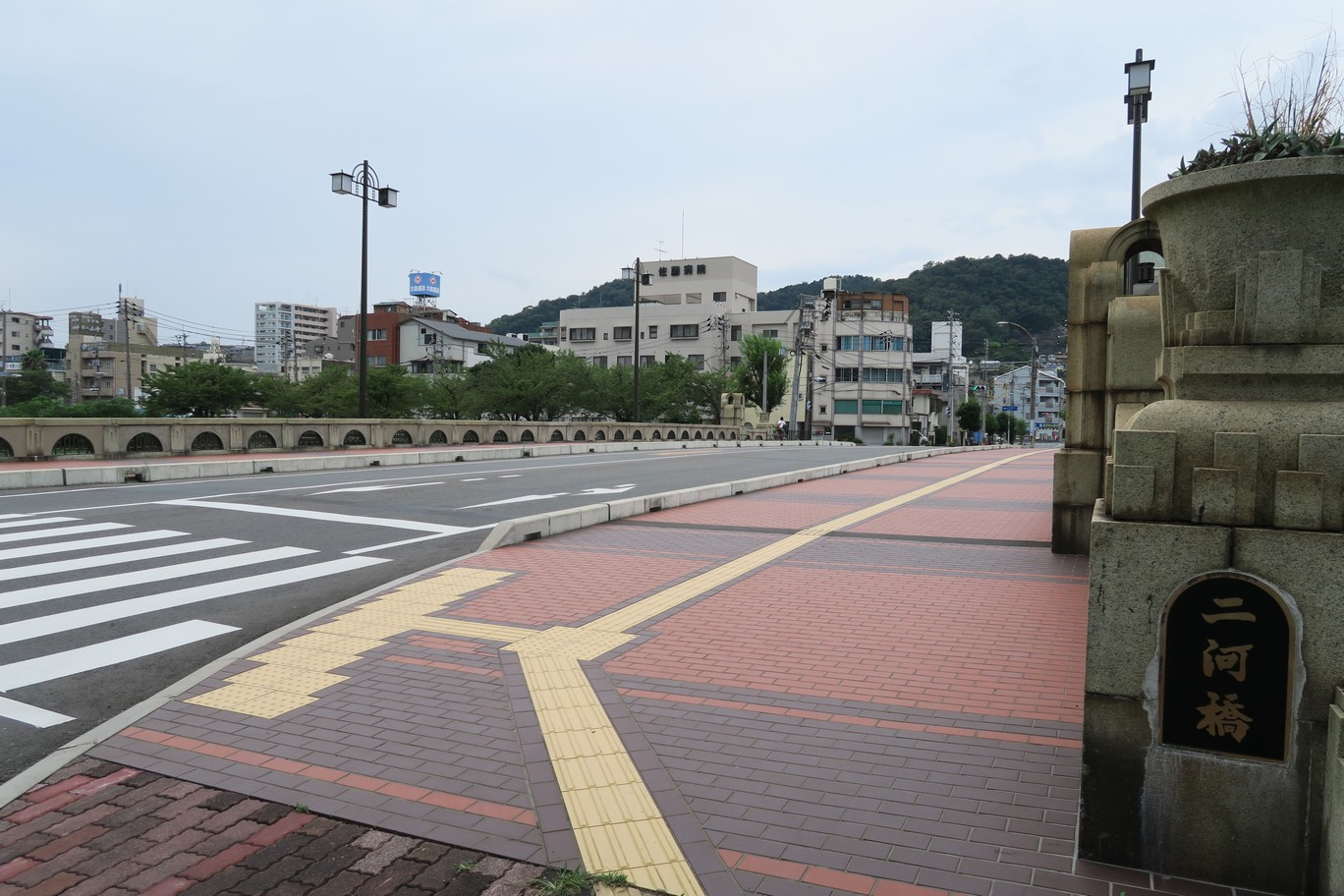
二河橋